# 蕭図玉
蕭図玉（しょう とぎょく、生没年不詳）は、遼（契丹）の軍人。字は兀衍。

## 経歴
北府宰相蕭海瓈の子として生まれた。統和初年、睿智太后が称制すると、外戚として宮中に入って近侍した。まもなく烏古部都監となった。速母縷部などを討って功績を挙げ、烏古部節度使に転じた。統和19年（1001年）、西北路の軍事を総領した。統和25年（1007年）、阻卜を攻撃して撃破した。統和26年（1008年）、西北路の兵を率いて甘州ウイグルを討ち、その首長の牙懶（耶剌里）を降した。統和28年（1010年）、牙懶が再び反抗すると、図玉は粛州を攻撃して落とし、その民を土隗口の故城に移転させた。凱旋すると、聖宗の娘の金郷公主耶律賽哥を妻に迎え、駙馬都尉に任じられて、同中書門下平章事の位を加えられた。
統和29年（1011年）、契丹に服属した阻卜を各部に分け、節度使を置いて統治するよう聖宗に上奏して、容れられた。しかし節度使に人材がおらず、部民の恨みを買った。開泰元年（1012年）11月、石烈部の太師阿里底が節度使の覇暗を殺し、西方の窩魯朶城（かつての龍庭単于城）に逃亡した。阻卜がまた反抗して、図玉を可敦城で包囲した。開泰2年（1013年）、北院枢密使の耶律化哥が救援にやってくると、図玉は人を派遣して諸部を降伏させた。聖宗は図玉が事態を収拾したことを評価して、政策の失敗を許し、そのまま西北路の諸部を統轄させた。図玉は軍備の増強を請願したが、聖宗は許さなかった。
太平6年（1026年）2月、金郷公主が家婢を殺した罪で県主に降封されると、図玉は同平章事の位を削られた。まもなく烏古敵烈部詳穏となった。老年のため交代し、帰還すると死去した。
子に蕭双古があり、南京統軍使となった。孫の蕭訛篤斡は、三韓郡王耶律合魯の娘の骨浴公主を妻に迎え、烏古敵烈部統軍使に終わった。

## 伝記資料
- 『遼史』巻93 列伝第23